# Striatacanthocinus borneensis
Striatacanthocinus borneensis är en skalbaggsart som beskrevs av Stefan von Breuning 1970. Striatacanthocinus borneensis ingår i släktet Striatacanthocinus och familjen långhorningar. Inga underarter finns listade i Catalogue of Life.